# WhoCares
WhoCares – charytatywny projekt muzyczny, którego pomysłodawcami i założycielami byli Ian Gillan i Tony Iommi.

## Historia
W 1988 roku Gillan i Iommi postanowili zorganizować charytatywną akcję Rock Aid Armenia, której celem miało być zebranie funduszy na rzecz ofiar tragicznego trzęsienia ziemi w Armenii. Po kilku latach postanowili sprawdzić jak funkcjonuje szkoła muzyczna, na którą zbierali pieniądze. W tym celu wybrali się w podróż do byłej republiki radzieckiej. Okazało się jednak, że szkoła w mieście Leninakan (później Giumri), jednego z najbardziej zniszczonych miast w trzęsieniu ziemi, nie została odbudowana. Gillan i Iommi ponownie zdecydowali się pomóc.
Do akcji muzycy zaangażowali m.in. Jasona Newsteda (były basista zespołu Metallica, później Voivod), Jona Lorda (były klawiszowiec Deep Purple), Nicko McBraina (perkusista Iron Maiden) i Mikko „Linde” Lindstroma (gitarzysta HIM).
Jako WhoCares, w maju 2012 nagrali dwie kompozycje Out Of My Mind i Holy Water, które wraz z teledyskiem do Out Of My Mind oraz 30-minutowym filmem dokumentalnym znalazły się na specjalnym singlu Out Of My Mind / Holy Water. Singel ten ukazał się także na siedmiocalowej, kolekcjonerskiej płycie winylowej, wyprodukowanej w nakładzie tysiąca numerowanych sztuk. Całość wydana została 22 czerwca 2012 przez Ear Music.

## Skład
- Ian Gillan – śpiew
- Tony Iommi – gitara
- Jason Newsted – gitara basowa
- Jon Lord – instrumenty klawiszowe
- Nicko McBrain – perkusja
- Mikko „Linde” Lindstrom – gitara

## Dyskografia
- Out Of My Mind / Holy Water (Singel; 2012)
- Ian Gillan & Tony Iommi: WhoCares (Album; 2012)